# Sphinx (observatorio)
El Sphinx (esfinge) es un observatorio meteorológico y astronómico situado en el puerto de montaña Jungfraujoch, en los Alpes de Suiza.Se denomina Sphinx por la cumbre montañosa en la que está ubicado, a unos 3571 m sobre el nivel del mar, lo que lo hace uno de los observatorios más altos del mundo y el segundo más alto de Suiza abierto al público. Se accede al observatorio gracias a un ascensor que parte de la estación de tren del Jungfrau, la más alta de Europa, situada a 3454 metros. El ascensor se ocupa de cubrir los últimos 117 metros que existen entre la estación y el observatorio. El edificio está ubicado en la frontera del cantón del Valais, a unos metros del cantón de Berna.
Existe un mirador accesible al público desde el observatorio que ofrece una vista privilegiada de los Alpes suizos, ya que se ubica en medio de un valle glaciar que está rodeado de los picos Eiger, Mönch y Jungfrau, todos ellos de más de cuatro mil metros.

## Historia

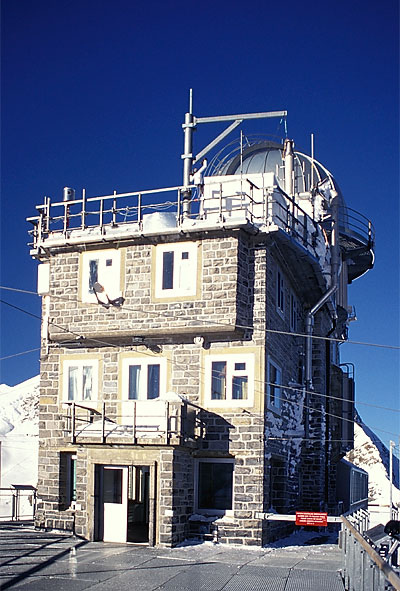
Imagen en primer plano del observatorio.

Tras la muerte de A. de Quervain, fue el fisiólogo Walter Rudolf Hess quien impulsó los planes para construir un laboratorio científico en Jungfraujoch y, bajo su liderazgo, se fundó la Fundación Internacional de Investigación Alpina de la Estación de Jungfraujoch en 1930. El observatorio se completó en 1937 y su primera cúpula astronómica se instaló en 1950. Siempre hay dos personas en el centro de investigación en todo momento con turnos alternos.
La parte científica del observatorio Sphinx incluye dos grandes laboratorios, un observatorio meteorológico, una tienda de souvenirs, dos terrazas para experimentos científicos y una cúpula astronómica y meteorológica que está equipada con un telescopio de 76 centímetros.
El observatorio tiene un papel relevante en cuanto a experimentos a largo plazo; sirve como espectrómetro solar para el Instituto de Astrofísica y Geofísica de la Universidad de Lieja, en Bélgica, y es esencial para el experimento lídar realizado por la Escuela Politécnica Federal de Lausana en Suiza. En 1949, placas de emulsión nuclear expuestas a los rayos cósmicos en el observatorio proporcionaron la primera evidencia precisa de la existencia del mesón K cargado.

## En la ficción
El observatorio aparece en las películas El gran hotel Budapest, The Hero: Love Story of a Spy y Krrish 3, así como en la temporada 22 del concurso estadounidense The Amazing Race durante su visita a Suiza en la etapa 8. Además, aparece en el videojuego Steep de 2016 y en el drama coreano Aterrizaje de emergencia en tu corazón de 2019-20, la pareja protagonista visita el observatorio en el capítulo 16.